# Caroline Ridderstolpe
Caroline Ridderstolpe   (Berlín, 2 de setembre de 1793 - Fiholm, 9 d'octubre de 1878), nom complet Caroline Johanna Lovisa Ridderstolpe, de soltera Kolbe, fou una compositora i cantant sueca.

## Biografia
Ridderstolpe va néixer a Berlín i era filla del mestre de capella Carl Kolbe. El pare va ensenyar a la nena a tocar diversos instruments; a més, probablement va estudiar composició sota la direcció de Carl Maria von Weber. Caroline tenia una bona veu i cantava a l'estil del bel canto italià. Formava part de la cort reial; una de les seves amigues més properes era la princesa Maria Anna, esposa del príncep Guillem de Prússia.
El 1816, Caroline es va casar amb el governador de Västerås, el comte Fredrik Ludvig Ridderstolpe. La jove parella es va establir al castell de Tidö, a Västmanland. Més tard van tenir dos fills. A Suècia, Caroline també es va apropar a la família reial i es va convertir en una dama d'honor de la reina Desideria i la princesa hereva Josefina. Va participar en concerts que se celebraven a la cort i també va actuar davant del públic, en particular, al saló De la Croix.
Va publicar diverses composicions, incloses Sju Sånger (1832) dedicada a la princesa hereva Josefina, Hvad är Glädjen? (1834) dedicada a la seva amiga morta Josefina Benedicks i Nya Sånger (1836). També fou una experimentada cantant de coloratura. Esaias Tegnér li va retre homenatge en un impromptu del 1834.
El 1850, Karolina Ridderstolpe va ser elegida membre honorària (Heders Classen) de la Reial Acadèmia Sueca de Música. El 1878 va morir al castell de Fiholm, a Västmanland.
Han sobreviscut els llibres de música de Caroline, que demostren que la música de compositors alemanys prevalia en el seu repertori: Mozart, Spohr i Reichardt. Un dels quaderns conté àries d’òperes de Paër, Liverati i Rungenhagen. Les obres de la mateixa Caroline són cançons, sovint amb lletres en alemany i que tenen molt en comú amb el lieder alemany. En algunes d’elles es nota la influència dels professors de Caroline (Weber i Reichardt). Molts d'ells estan dedicats a amics de Caroline Ridderstolpe, inclosos membres de la família reial.